# Honschaft Solingen
Die Honschaft Solingen war im Mittelalter und der Neuzeit eine Honschaft im Kirchspiel und Gerichtsbezirk Solingen innerhalb des bergischen Amts Solingen. Sie umfasste das weitere Umfeld der Stadt Solingen (das Stadtrecht wurde 1374 verliehen), nicht aber das mittelalterliche Stadtgebiet und deren Außenbürgerschaft selbst. Die Honschaft befand sich in dem heutigen Solinger Stadtteil Mitte.
Nach Ende der französischen Besetzung zu Beginn des 19. Jahrhunderts und Auflösung des Großherzogtums Berg 1815 wurde die Honschaft Solingen – unter Beibehaltung der von den Franzosen durchgeführten kommunalen Neugliederung des Herzogtums – schließlich der Bürgermeisterei Dorp im Kreis Solingen des Regierungsbezirks Düsseldorf innerhalb der preußischen Rheinprovinz zugeordnet und war damit bis in das 19. Jahrhundert eine der untersten bergischen Verwaltungseinheiten.
Laut der Topographisch-statistischen Beschreibung der Königlich Preußischen Rheinprovinz gehörten zu der Honschaft 1830 folgende Ortschaften und Wohnplätze (originale Schreibweise):
- Dörfer: Clauberg
- Weiler: Bernshäusgen, Stöcken, Bock, Breidbacherbach, Teil von Brühl, Erf, Zweites Feld, Viertes Feld,  Obenheidberg, Untenheidberg, auf der Höh, zum Kirschbaum, Kohlfurth, Krahenhöh, Mangenberg, Maushöh,  Teil von Meigen, Papiermühl, Schrodtberg, Theegarten, Obenweeg, Untenweeg und Weyersberg
- Einzelne Häuser und Etablissements: am Esel, Grünewald, Irlen, Kannenhof, Kirschbaumshöh, Lindenbaum, Pottshaus, Fleußmühle und Stattgesmühle